# Boschinow-Gletscher
Der Boschinow-Gletscher (bulgarisch Божинов ледник Boschinow lednik) ist ein 5 km langer und 2,5 km breiter Gletscher an der Danco-Küste des Grahamlands auf der Antarktischen Halbinsel. Er fließt nördlich des Krebs- und südlich des Nobile-Gletschers in westlicher Richtung zur Kapisturia Cove, einer Nebenbucht der Charlotte Bay an der Gerlache-Straße.
Die bulgarische Kommission für Antarktische Geographische Namen benannte ihn 2009 nach dem bulgarischen Flugpionier und Flugzeugkonstrukteur Georgi Boschinow (1879–1955).